# Крыжовая
Крыжовая (укр. Крижова) — село в Гороховской городской общине Луцкого района Волынской области Украины.
До 2020 года входило в Гороховский район.
Код КОАТУУ — 0720882402. Население по переписи 2022 года составляет 32 человек. Почтовый индекс — 45735. Телефонный код — 3379. Занимает площадь 5,4 км².